# Pio Manzù

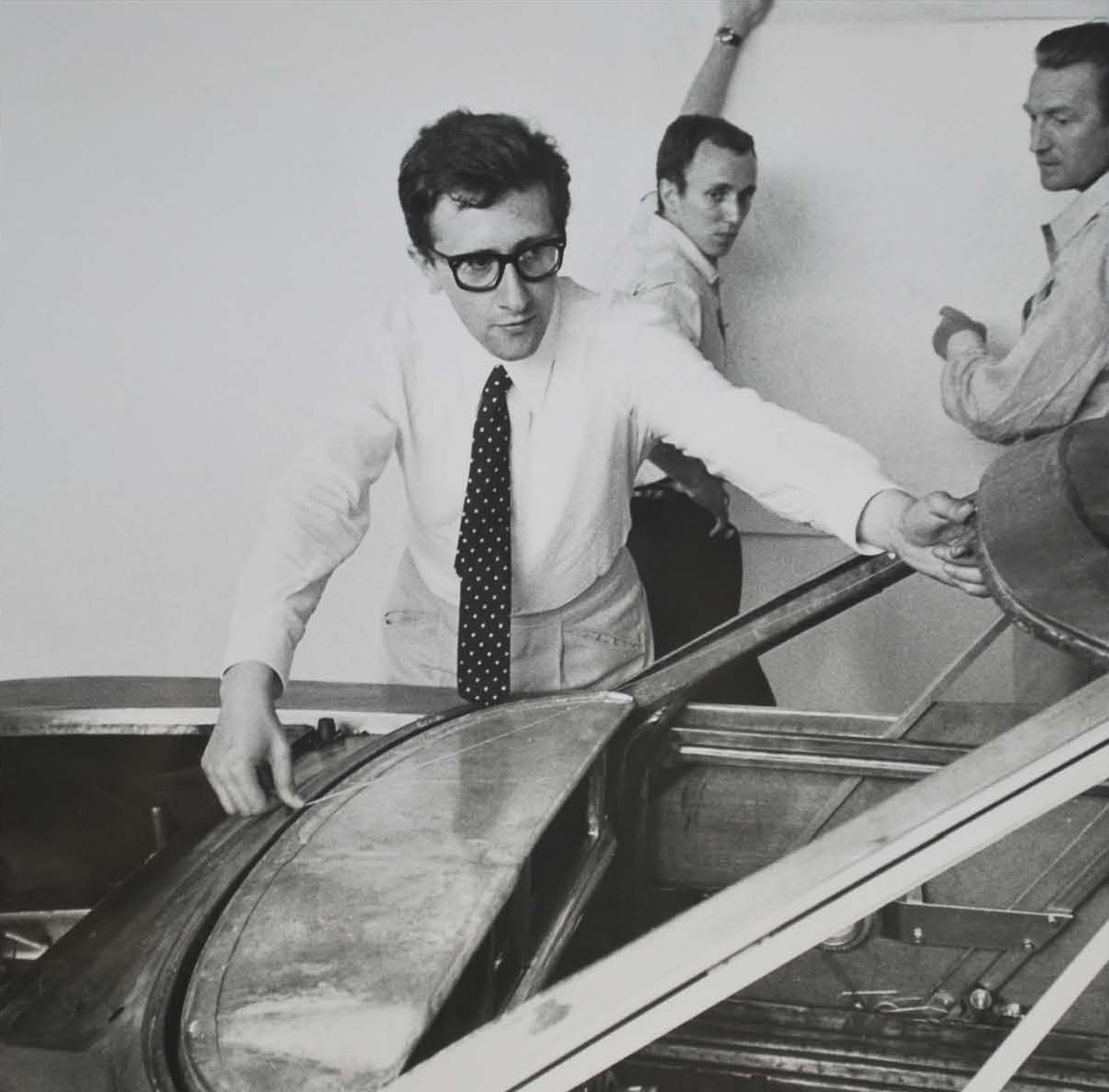
Pio Manzù um 1964 bei Arbeiten am Autonova GT

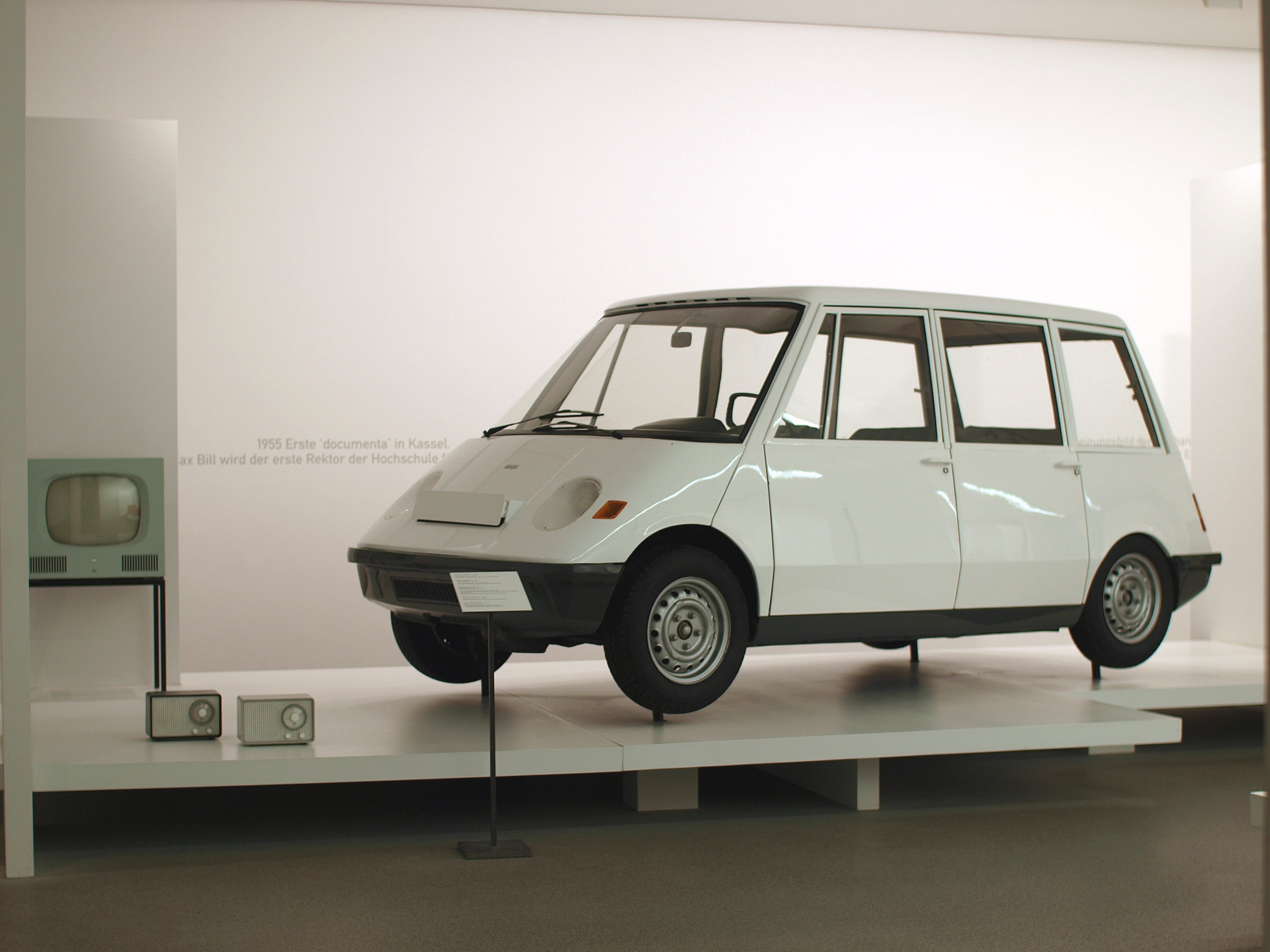
Autonova fam in der Pinakothek der Moderne

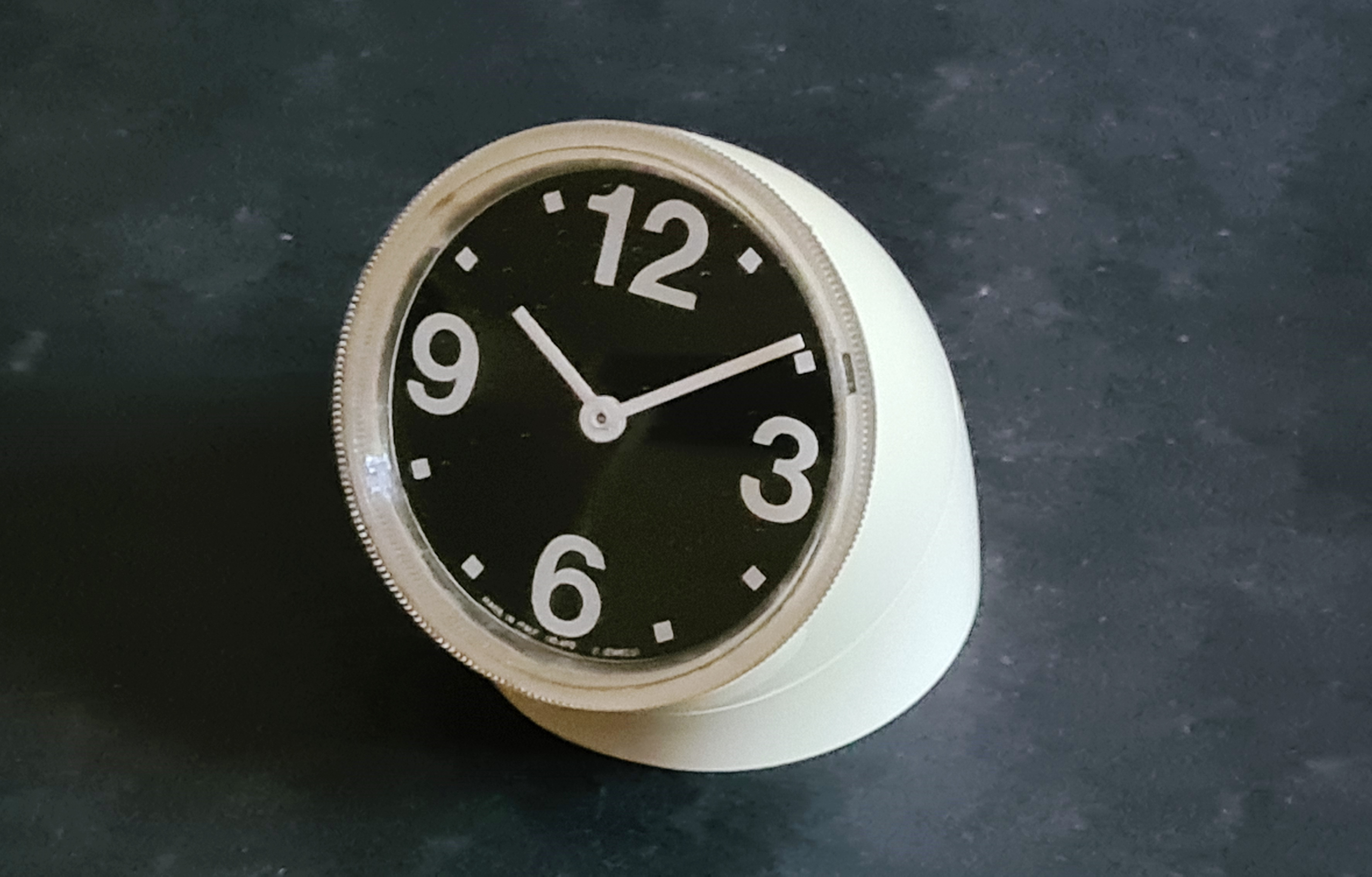
Ritz-Italora Cronotime Tischuhr (1966)

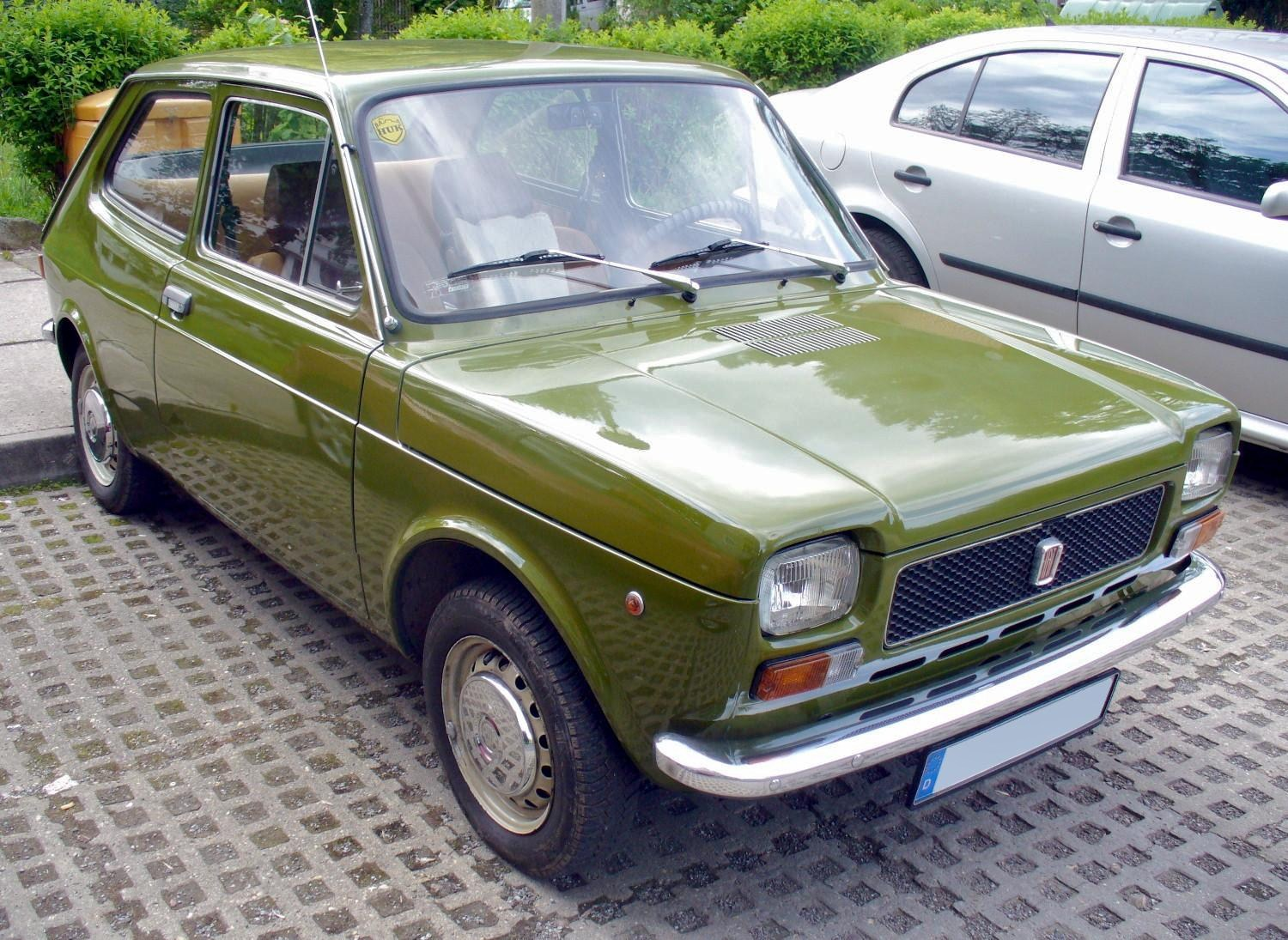
Fiat 127 (1971)

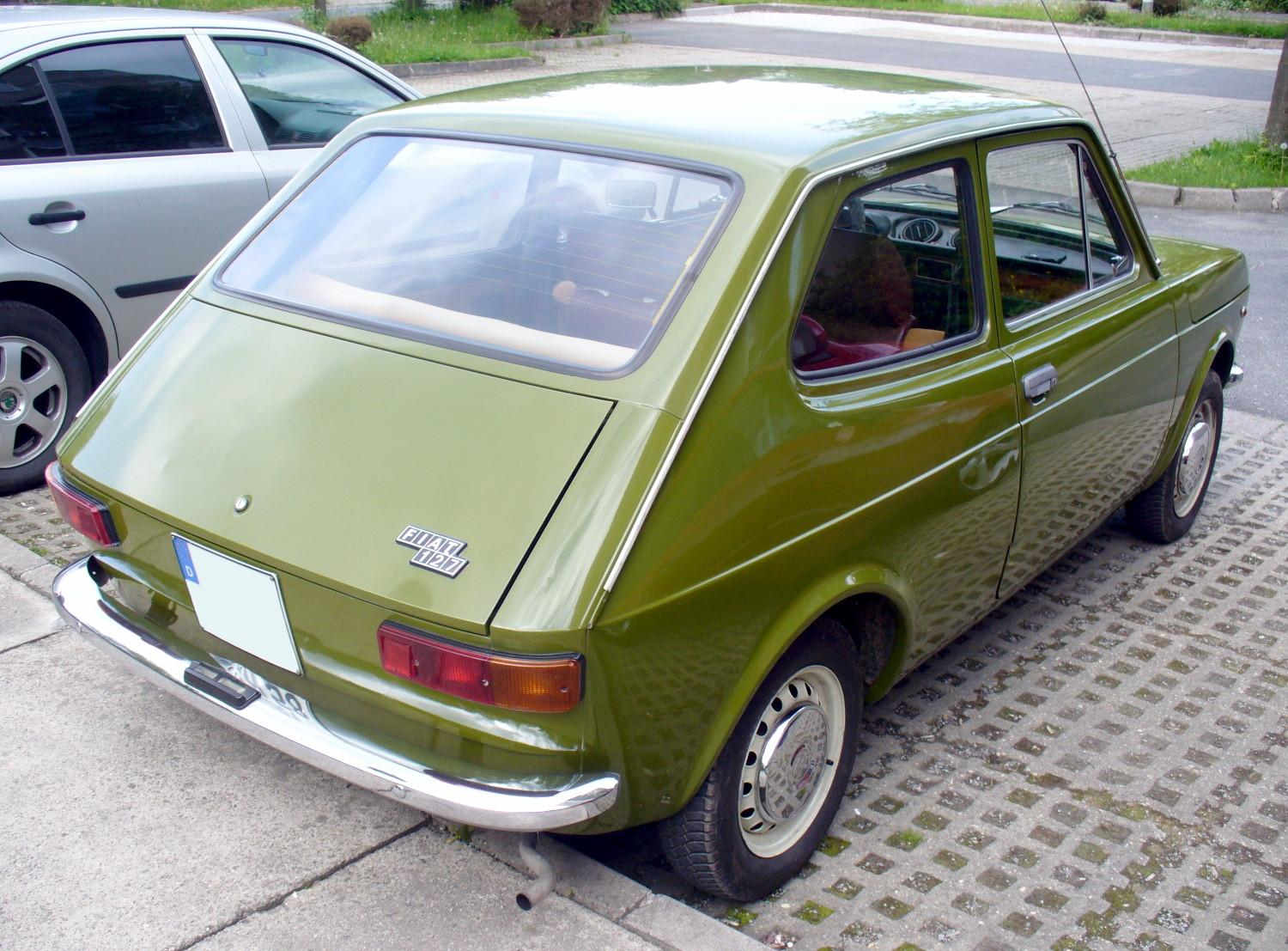
Fiat 127 (1971)

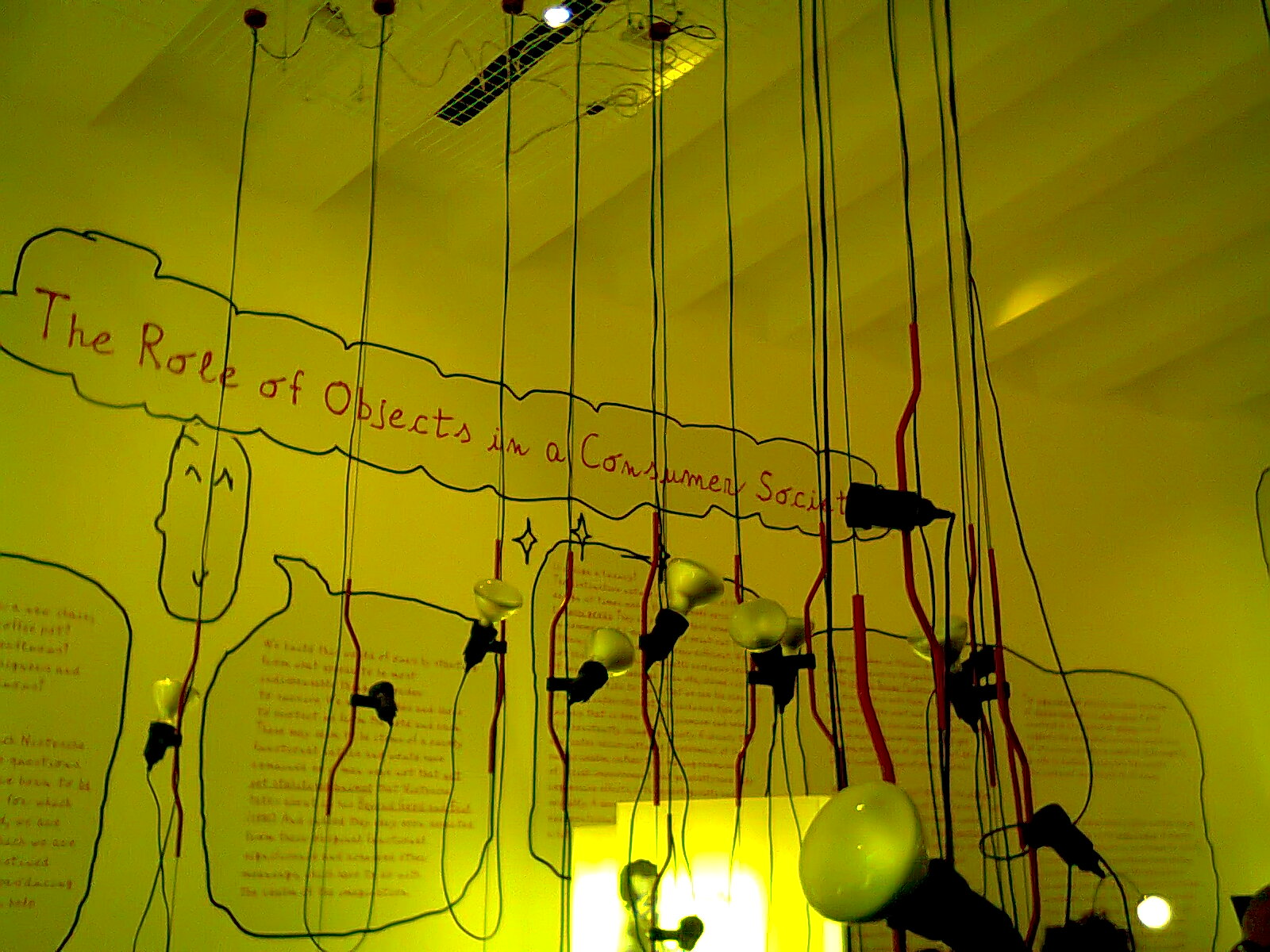
Parentesi-Lampen (1971), ausgestellt auf der Triennale Mailand 2011

Pio Manzù (eigentlich Pio Manzoni, * 2. März 1939 in Bergamo; † 26. Mai 1969 in Brandizzo) war ein italienischer Designer und Absolvent der HfG Ulm. Er wurde 1965 in Deutschland mit der Studie Autonova fam als Automobildesigner bekannt und später mit dem Fiat 127. Er entwarf auch Einrichtungsgegenstände.

## Leben

### Ausbildung
Pio Manzù war der Sohn des Bildhauers Giacomo Manzù. Er ging nach dem Abitur an die HfG Ulm und spezialisierte sich dort bei dem argentinischen Designer und Philosophen Tomás Maldonado auf Produktdesign. Nach seinem Abschluss 1964 blieb er noch eine Zeit lang als Assistent an der Hochschule. In dieser Zeit entwarf er eine Reihe von Einrichtungsgegenständen und veröffentlichte Artikel und Zeichnungen zum aktuellen Automobildesign.

### Autonova
1965 gründete Manzù mit Fritz B. Busch und Michael Conrad das Design- und Entwicklungsbüro Autonova, um Design mit den neusten Erkenntnissen über Materialien und Fertigungstechnik zu verbinden. Man fand insbesondere mit der Studie Autonova fam viel Beachtung, vor allem bemerkte der Fiat-Entwicklungsleiter Dante Giacosa die Aktivitäten und war an einer Zusammenarbeit mit Manzù interessiert.

### Einrichtungsgegenstände
Bekannte Einrichtungsgegenstände von Pio Manzù sind die Cronotime-Tischuhr für Ritz Italora (später Alessi), der Schreibtisch-Organizer für Kartell (Contenitori 4643) und die Parentesi-Leuchte für den italienischen Leuchtenhersteller Flos, die er 1969 zusammen mit Achille Castiglioni entwarf.

### Fiat
Dante Giacosa befürchtete Misstrauen gegenüber Pio Manzù im Centro Stile Fiat, weil es externen Designern häufig an Kenntnissen über den Produktionsprozess mangele. Das erste Projekt beseitigte aber diese Befürchtungen.

#### Fiat 850 City Taxi
In den Fiat 850 City Taxi flossen die Ideen des Autonova fam ein. Dieser Studie folgte kein Serienwagen, die Grundzüge des Designs, speziell die Heckansicht fanden sich jedoch einige Zeit später im Fiat 126 wieder. Es sollte sich um einen Nachfolger des Fiat 600 Multipla handeln, der häufig als Taxi eingesetzt worden war. Das City Taxi war aber asymmetrisch aufgebaut: es besaß links nur die Fahrertür und rechts nur eine große Schiebetür. Neben dem Fahrersitz befand sich ein Abstellplatz für Gepäck, so wie es vom London Taxi bekannt war. Ein an dieser Stelle befindlicher Klappsitz sollte aber alternativ die Mitnahme eines vierten Fahrgasts ermöglichen.
Das Armaturenbrett reichte bis weit nach rechts, so dass es vor dem Fahrer die rechteckige Instrumenteneinheit aufnehmen konnte und auf der anderen Seite das Taxameter. Im Fond befand sich eine Rücksitzbank für drei Fahrgäste und die Heckscheibe konnte man aufklappen, um an die Ablage über den Motor zu gelangen. Eine Besonderheit stellten auch die Scheibenwischer dar, um eine genügend große Wischfläche für die hohe Scheibe zu erreichen stand der fahrerseitige Wischerarm in Ruhestellung senkrecht. Des Weiteren befand sich das Mikrophon für das Funkgerät in der Sonnenblende und eine Kathodenstrahlröhre für ein Fernsehgerät in der Mitte des Armaturenbretts. Die Antriebseinheit hat man vom Fiat 850 Idroconvert übernommen, den es bereits seit dem Genfer Auto-Salon 1966 im Fiat-Programm gab. Sie besaß also ein halbautomatisches Getriebe mit Drehmomentwandler vom Zulieferer Ferodo.
Die Studie wurde in Orange auf dem Turiner Autosalon 1968 vorgestellt, die Farbe war für Taxis noch ungewöhnlich und sollte den Wagen im Großstadtverkehr gut erkennbar machen.

#### Fiat 127
Das 850 City Taxi überzeugte Giacosa, so dass er Pio Manzù mit dem Entwurf zum Fiat 127 beauftragte, einem Kompaktwagen, der für Fiat in den 1970er Jahren größte Bedeutung hatte und auch in Deutschland außerordentlich erfolgreich war. Der 127 wurde zum Auto des Jahres 1972 gewählt und über 5 Mio.-mal gebaut, mit Lizenzbauten sogar 8 Mio.-mal. Es war nach dem 128 der zweite Fiat mit Frontantrieb. Im zweiten Produktionsjahr bekam er dann noch – als erste Fiat-Limousine – einen variablen Innenraum mit großer Heckklappe.

### Tod
Am 26. Mai 1969 sollte der endgültige Entwurf des Fiat 127 in Turin dem Vorstand präsentiert werden. Manzù verunglückte mit dem Fiat 500 seiner Frau auf dem Weg dorthin in der Nähe der Mautstelle Brandizzo, als er von der Autobahn abfuhr. Vermutlich war er beim Fahren eingeschlafen. Er starb kurz darauf im Krankenwagen.
Manzù war 1969 der einzige nicht-französische Juror, der vom Musée des Arts Décoratifs in die Kommission aufgenommen wurde, um Exponate für die Ausstellung „Bolide Design“ im Louvre auszuwählen; es ging dabei um Renn- und Supersportwagen. Die übrigen Mitglieder waren François Mathey, Roger Tallon, Jean-Paul Riopelle, Jean Tinguely, Victor Vasarely und Robert Delpire. Manzù konnte diese Aufgabe aber nicht mehr wahrnehmen.